# K2-25b
K2-25b é um exoplaneta na órbita de uma estrela anã castanha do aglomerado Híades, tendo um periodo orbital de apenas 3,5 dias. É um planeta extremamente denso, um pouco mais pequeno que Neptuno mas com uma massa 25 vezes maior que a da Terra; no entanto, não tem quase nenhuma nuvem gasosa em seu redor, o que desafia as teorias da formação dos planetes, já que seria de esperar que um planta com tal densidade tivesse uma gravidade intensa, que por sua vez atrairia gases para o planeta.